# زهرة العنقود
زهرةُ العُنْقُود أو رُوبِينِيَة أو رُوبِيْنِيَا الاسم العلمي للجنس مهدى إلى البستاني الفرنسيّ الشَّهير Jean Robin (1550-1629) (الاسم العلمي: Robinia)، جنس نباتات مُزهرة من فصيلة البقولية. موطنها الأصلي أمريكا الشمالية.

## الأنواع
من أنواعها
- زهرة العنقود السنطية
- زهرة العنقود الوردية
- زهرة العنقود اللزجة